# Relations entre Bahreïn et la France
Les relations entre Bahreïn et la France désignent les relations diplomatiques bilatérales s'exerçant entre, d'une part, le Royaume de Bahreïn, Etat du Golfe arabo-persique, et de l'autre, la République française, Etat principalement européen. 

## Période contemporaine

### Enjeux démocratiques
La France est préoccupée au Bahreïn par la situation des opposants politiques et la question des droits de l'homme.

### Relations économiques
La France importe du pétrole raffiné et de l'aluminium du Bahreïn et elle y exporte des avions.

### Sur le plan universitaire et culturel
La French Arabian Business School est un exemple de coopération entre les deux pays dans le domaine universitaire.
La France est également présente au Bahreïn par l'intermédiaire de missions archéologiques.

## Sources
1. 1 2 3  Ministère de l'Europe et des Affaires étrangères, « Relations bilatérales », sur France Diplomatie : : Ministère de l'Europe et des Affaires étrangères (consulté le 1er novembre 2018)